# UTC+14
| Ora standard (tot anul) Ora standard (iarna din emisfera nordică) Ora standard (iarna din emisfera sudică) | Regiune maritimă în acest fus orar Ora de vară (vara din emisfera nordică) Ora de vară (vara din emisfera sudică) |

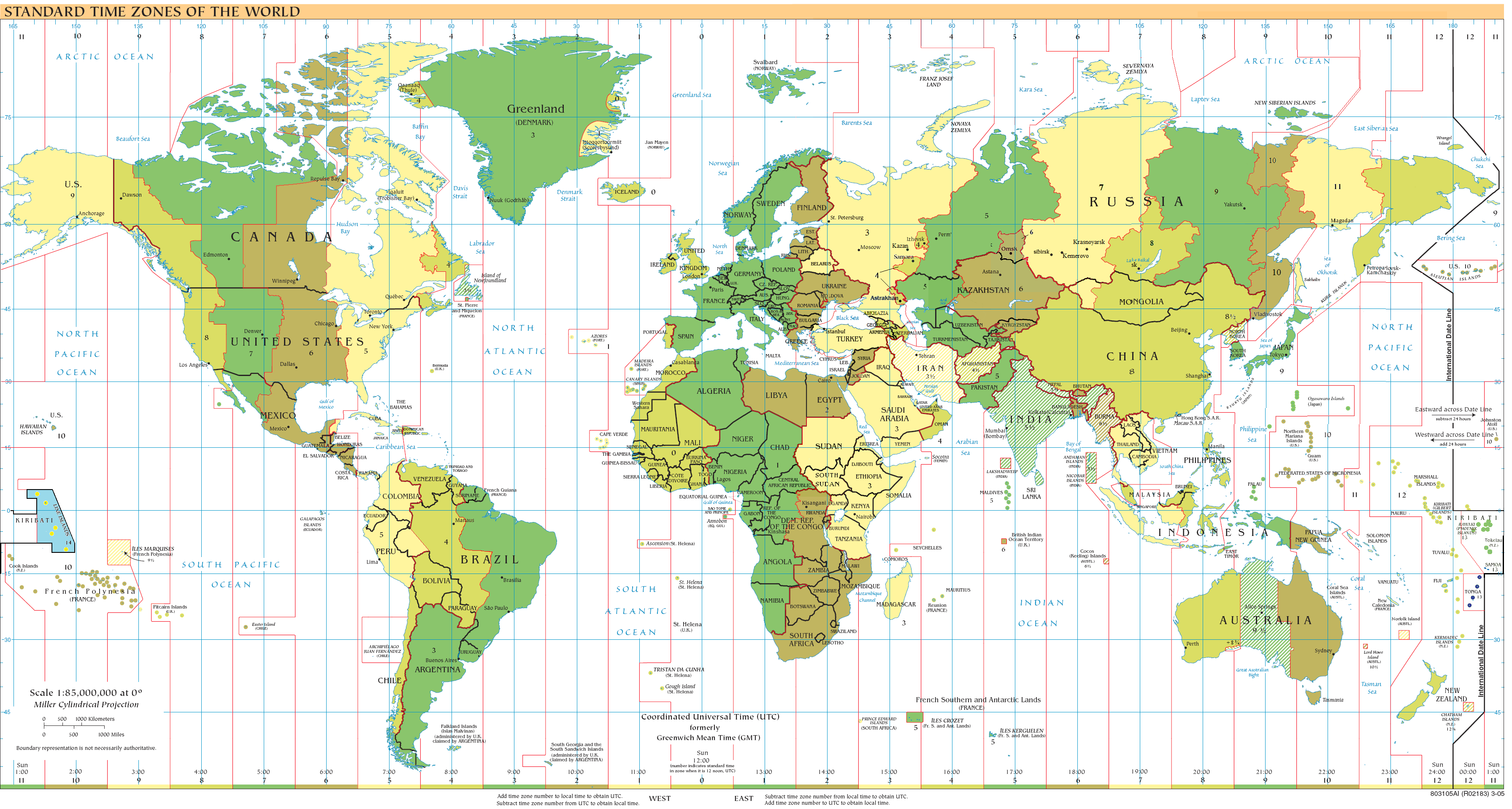
Utilizarea fusului orar UTC+14:

UTC+14 este un fus orar aflat cu 14 ore înainte UTC. UTC+14 este folosit în următoarele țări și teritorii:

## Ora standard (tot anul)
- Kiribati (doar insulele Line)
- Noua Zeelandă
  -  Tokelau

Kiribati a introdus UTC+14 pe 1 ianuarie 1995. Până atunci se folosea pe insulele Line UTC−10 și pe insulele Phoenix UTC−11 (acum UTC+13), așa că era singura țară unde partea vestică (UTC+12) era cu o zi înainte de partea estică.
Tokelau a introdus UTC+14 pe 29 decembrie 2011.

## Ora de vară (vara din emisfera sudică)
- Samoa

Samoa a introdus UTC+14 ca ora de vară pe 29 decembrie 2011. În anii 2010 și 2011 se folosea fusul orar UTC−10. În iarna Samoa folosește UTC+13.